# Peperomia humulariefolia
Peperomia humulariefolia là một loài thực vật có hoa trong họ Hồ tiêu. Loài này được Kunth miêu tả khoa học đầu tiên.